# Garfield (Georgia)
Garfield – miasto w Stanach Zjednoczonych, w stanie Georgia, w hrabstwie Emanuel.